# Bernstorffsminde Efterskole
Bernstorffsminde Efterskole er en grundtvig-koldsk efterskole beliggende på Sydfyn mellem Krarup og Korinth, ca. 12 km øst for Faaborg.
Efterskolen optager 235 elever hvert år på 9. og 10. klassetrin. Gymnastik, sang og folkedans er obligatorisk på skolen, der også udbyder andre idrætsfag. Der er 6 linjefag på skolen; Springgymnastik, Musik, Svømning, Fodbold drenge, Fodbold piger og Dans. Alle elever skal vælge et linjefag før skolestart. Skolen tilbyder desuden er lang række valgfag. Gymnastik er det store obligatoriske fællesfag. Skolen har egen moderne kunststofbane, musiklokaler og indspilningsstudie, stor dansesal, idrætshal, stort springcenter, svømmehal med 25 meter, biograf, spisesal til alle elever og 113 elevværelser.  
Der er undervisning alle hverdage fra kl. 8.00-18.00 (på nær fredag, hvor der ofte er fri 15.30). Eleverne bor på 26 bosteder fordelt rundt på hele skolens store matrikel. Bostederne har hvert et landenavn, som passer geografisk til det kontinent, hvor de er placeret. Placeringerne passer også geografisk med verdenskortet. 

## Historie
Tidligere lå det første seminarium i provinsen, Bernstorffsminde, på stedet. Det blev bygget i 1795 og ophørte i 1827. I 1927 blev der oprettet en friskole, og i 1960 kom efterskolen til. Friskolen lukkede i 1966. Samme år blev det en fællesskole for både piger og drenge. 

## Ekstern henvisning
- Bernstorffsminde Efterskoles hjemmeside